# Семченков, Данияр Сергеевич
Данияр Сергеевич Семченков (12 февраля 1997, Костанай, Казахстан) — казахстанский футболист, защитник клуба «SD Family».

## Карьера
Воспитанник костанайского футбола. Футбольную карьеру начал в 2016 году в составе клуба «Тобол М» во второй лиге. 30 июня 2019 года в матче против клуба «Жетысу» дебютировал в казахстанской Премьер-лиге.

## Достижения
«Тобол» Костанай
- Чемпион Казахстана: 2021
- Обладатель Суперкубка Казахстана (2): 2021, 2022

## Клубная статистика
| Игровая карьера | Игровая карьера | Игровая карьера | Лига | Лига | Кубок | Кубок | Межд. | Межд. | Др. | Др. |
| --------------- | --------------- | --------------- | ---- | ---- | ----- | ----- | ----- | ----- | --- | --- |
| 2016            | Тобол М         | В               | 21   | 0    | —     | —     | —     | —     | —   | —   |
| 2017            | Тобол М         | В               | 29   | 0    | —     | —     | —     | —     | —   | —   |
| 2018            | Тобол           | А               | —    | —    | —     | —     | —     | —     | —   | —   |
| 2018            | Тобол М         | В               | 38   | 3    | —     | —     | —     | —     | —   | —   |
| 2019            | Тобол           | А               | 3    | 0    | 1     | 0     | —     | —     | —   | —   |
| 2019            | Тобол М         | В               | 7    | 0    | —     | —     | —     | —     | —   | —   |
| 2020            | Тобол           | А               | 1    | 0    | —     | —     | —     | —     | —   | —   |
| 2021            | Тобол           | А               | 1    | 0    | 6     | 0     | —     | —     | —   | —   |
| 2021            | Тобол М         | В               | 4    | 0    | —     | —     | —     | —     | —   | —   |
| 2022            | Тобол           | А               | 1    | 0    | 3     | 0     | —     | —     | —   | —   |
| 2022            | Тобол М         | В               | 4    | 2    | —     | —     | —     | —     | —   | —   |
| 2023            | Тобол           | А               | 1    | 0    | 2     | 0     | —     | —     | —   | —   |